# Laurent Joubert
Laurent Joubert (ur. 16 grudnia 1529 r., zm. 1582 r.) – francuski lekarz.
Urodził się 16 grudnia 1529 r. w prowincji Dauphiné jako dziesiąty z 20 dzieci Chevaliera Jouberta i jego żony Catherine de Genas. Wykształcony w domu, w wieku 21 lat podjął naukę u Guillaume Rondeleta, dziekana Wydziału Medycyny na uniwersytecie w Montpellier. W 1558 r. uzyskał doktorat, ale już wcześniej zyskał reputację wybitnego nauczyciela. Po śmierci Rondeleta w 1556 r. został na żądanie studentów jego tymczasowym następcą, a następnie pełnoprawnym dziekanem. Przykuł uwagę Katarzyny Medycejskiej, która mianowała go swoim osobistym lekarzem. Był także jednym z lekarzy królewskich. 
Autor licznych książek, pisanych po francusku i po łacinie. Jego najważniejszą pracą, było wydawane w tomach od 1577 r. kompendium najczęstszych medycznych błędów Erreurs populaires. Księga ta szybko zaczęła być tłumaczona na języki obce. Jego praca przyniosła podniesienie prestiżu lekarzy, których zaczęto cenić wyżej niż cyrulików, aptekarzy i położne. Zajmował się także tematyką seksuologiczną, mimo że była wówczas tabu, podobnie jak chorobami kobiecymi. Publikacja ta spotkała się z powszechnym oburzeniem, a on sam musiał bronić się w liście do królowej Nawarry, że poruszał jedynie zwyczajne zagadnienia medyczne – tym niemniej kolejne edycje zalecano czytać wyłącznie ludziom w stanie małżeńskim.
Ponadto napisał również m.in. monografię poświęconą w całości chorobom włosów.